# Valor venal
Se llama valor venal al importe monetario que obtendría el propietario de un bien material usado, si en un momento dado decidiera su venta. Este importe está siempre sujeto a la antigüedad del bien, a su estado de desgaste o conservación y a la ley de la oferta y la demanda.
El valor venal de un bien lo determina o tasa un perito tras efectuar el pertinente estudio de mercado y verificar antigüedad y estado de uso del bien objeto de tasación.
No se debe caer en el error de confundir valor venal con valor de reposición, puesto que siendo situaciones similares estas vienen diferenciadas por un margen comercial.
En el mundo editorial, se habla de una edición no venal cuando no está destinada a la venta, es decir, es objeto de regalo.